# ويليام دبليو. باين
ويليام دبليو. باين هو محامي وسياسي أمريكي، ولد في 10 أكتوبر 1817 في ريتشموند في الولايات المتحدة، وتوفي في 5 أغسطس 1882 في سافانا في الولايات المتحدة. نشط حزبياً في الحزب الديمقراطي. وقد انتخب عضو مجلس النواب الأمريكي ‏.